# Розалинд Майлс
Розалинд Майлс (на английски: Rosalind Miles) е британска писателка на произведения в жанра исторически любовен роман и на документални книги в областта на феминизма и положението на жените.

## Биография
Розалинд Майлс, с рождено име Розалинд Мери Симпсън, е родена на 6 януари 1943 г. в Уоруикшир, Англия. Има две по-големи сестри. Като дете страда от детски паралич и се лекува в продължение на няколко месеца в инвалиден стол. След като на 10 г. е приета в девическата гимназия „Крал Едуард VІ“ придобива добри познания по латински и гръцки език и се влюбва в произведенията на Шекспир. На 17 г. постъпва в колежа „Св. Хилда“ в Оксфорд, където учи английска литература, английски, латински и френски език. Завършва с отличие и магистърска степен, получава няколко награди и държавна стипендия.
По-късно започва да се интересува от съдебната практика и на 26 г. е назначена за магистрат в Уоруикшир, най-младия магистрат тогава във Великобритания. В продължение на 10 г. участва в работата на наказателните и семейни съдилища, достигайки до върховния съд в Ковънтри. Прокарва схема за ограмотяване на възрастни хора в Ковънтри.
Придобива магистърска и докторска степен от Института „Шекспир“ в университета в Бирмингам. По-късно получава и магистърска степен от Центъра за масова комуникация и изследвания към университета в Лестър. След това изнася лекции в университетите в Лондон, Бирмингам и Ковънтри в Англия, в Университета на Ню Йорк и Университета на Тексас в Остин, САЩ, и в други образователни центрове. Преди да напусне, за да се посвети на писателската си кариера и да предоставя консултантски услуги, е била заместник-ръководител на медиен център в Университета на Ковънтри.
Като писател Розалинд Майлс е автор на много документални книги свързани с положението на жените в литературата, в историята и в съвременното общество, и техните феминистични, социални и сексологични проблеми в социалната среда. От 1984 г. пише предимно исторически любовни романи.
Освен като писател тя се изявява и като журналист. Редовен коментатор е в Би Би Си, в канадското радио, и в националните вестници във Великобритания и САЩ. Тя е известен коментатор на британското кралско семейство и на историята на монархията във Великобритания.
Розалинд Майлс живее със семейството си в Лос Анджелис и в Кент, Англия.

## Произведения

### Самостоятелни романи
- Modest Proposals (1984)
- Return to Eden (1985)
Завръщане в Рая Кн. 1 – 4, изд. „Горгона Н & Феномен“, 1992 (В. Търново: Абагар)
- Bitter Legacy (1986)
- Prodigal Sins (1991)
- I, Elizabeth (1992)
- Act of Passion (1993)
Пътища към Ада Кн. 1 – 2, изд. „Прозорец“, 1994

### Серия „Гуеневир“ (Guenevere)
1. Queen of the Summer Country (1999)
2. The Knight of the Sacred Lake (2000)
3. The Child of the Holy Grail (2000)

### Серия „Тристан и Изолда“ (Tristan and Isolde)
1. Queen of the Western Isle (2002)
2. The Maiden of White Hands (2003)
3. Isolde, The Lady of the Sea (2002)

### Документалистика
- The Fiction of Sex: Themes And Functions of Sex Difference in the Twentieth Century Novel (1974)
- Problem of Measure for Measure: Historical Investigation (1976)
- The Women's History of the World (1981)
- Danger! Men at Work (1983)
- Women and Power (1985)
- Ben Jonson (1986)
- The Female Form: Women Writers And the Conquest of the Novel (1987)
- Women's History of the 20th Century (1989)
- The Rites of Man: Love, Sex And Death in the Making of the Male (1991)
- Love, Sex, Death, and the Making of the Male (1991)
- The Children We Deserve: Love And Hate in the Making of the Family (1994)
- Who Cooked the Last Supper?: The Women's History of the World (2001)
- Hell Hath No Fury: True Stories of Women at War from Antiquity to Iraq (2008) – с Робин Крос
- Warrior Women: Great War Leaders from Boudicca to Catherine the Great (2011) – с Робин Крос